# Grove Hill, Alabama
Grove Hill là một thị trấn thuộc quận Montgomery, tiểu bang Alabama, Hoa Kỳ. Dân số năm 2009 là 1319 người, mật độ đạt 102 người/km².